# Panoramio

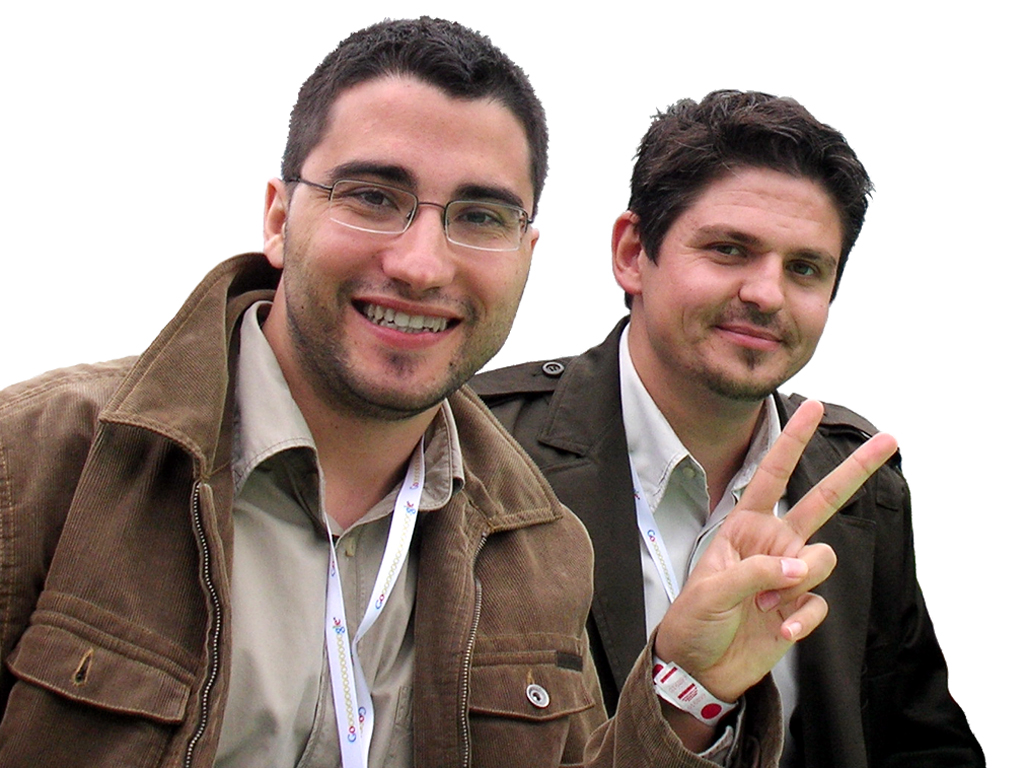
Joaquín Cuenca e Eduardo Manchón, creatori di Panoramio

Panoramio era un sito web di condivisione di fotografie abbinato ad un sistema di localizzazione geografica.
Le foto caricate sul sito dagli utenti, dopo esser state posizionate sulla mappa di Google Maps, risultavano visibili sullo stesso Google Maps; ogni mese tra queste ne venivano selezionate alcune per Google Earth. Col tempo si era formata una folta comunità di appassionati che si scambiavano commenti ed opinioni.

## Storia
Panoramio nacque nell'estate del 2005 ad opera degli spagnoli Joaquín Cuenca Abela e Eduardo Manchón Aguilar.
È stato lanciato ufficialmente il 3 ottobre del 2005 e dal 19 marzo del 2007 ha raggiunto oltre 1 milione di foto caricate dagli utenti.
Il 30 maggio 2007 Google annuncia il suo piano di acquisto del sito, che è avvenuto nel luglio dello stesso anno.
Panoramio ha portato numerosi incontri tra utenti di tutto il mondo. In Italia vengono chiamati GAP (Gruppo Amici Panoramio).
Il sito è stato ufficialmente chiuso il 4 novembre 2016 agli utenti registrati in seguito al trasferimento e alla centralizzazione delle sue funzionalità in Google Maps sebbene sia poi risultato raggiungibile fino al 29 gennaio 2018.